# Mba (Angossas)
Pour les articles homonymes, voir Mba.
Mba est un village du Cameroun situé dans le département du Haut-Nyong et la région de l'Est.
Il fait partie de la commune d’Angossas.

## Population
En 1966-1967, on y a dénombré 130 habitants.
Lors du recensement de 2005, Konake comptait 505 habitants.

## Développement
Selon le Plan Communal de Développement d’Angossas (2012), pour faire face à la dégradation des forêts et rareté des ressources fauniques, la mise en place d'une pépinières pour le reboisement des forêts dégradées a été encadré dans le programme de développement de Mba.
L'affectation de deux enseignants qualifiés et la construction et équipement de trois salles de classe ont été aussi planifiés afin d'améliorer l'éducation de base. 
La construction de deux puits / forages d’eau et l'aménagement de deux sources d'eau ont été envisagés dans le but de faciliter l'accès à l'eau potable.
L'exploitation des carrières de sable et de pierre aurait été mise en œuvre à Mba pour développer l'économie locale d'après le Plan Communal.